# Fryderyk III Piękny
Fryderyk III Piękny (niem. Friedrich der Schöne) ur. w 1289, zm. 13 stycznia 1330 – książę Austrii i Styrii 1306–1330 (jako Fryderyk I), antykról niemiecki 1314–1325, koregent cesarza Ludwika IV Bawarskiego 1325-1330.
Syn króla niemieckiego, Albrechta I Habsburga, i Elżbiety Tyrolskiej. Po śmierci brata Rudolfa III w 1307 bezskutecznie ubiegał się o tron w Czechach. W 1314 wysunął swoją kandydaturę do tronu niemieckiego przeciw kandydaturze Ludwika IV Bawarskiego. Na elekcji uzyskał poparcie połowy elektorów, głównie stronników domu habsburskiego. Wywołało to wojnę domową w Niemczech. W 1319 roku bezskutecznie próbował zagarnąć posiadłości przeciwnika. W 1322 Fryderyk Piękny pokonany w bitwach pod Ampfing i Mühldorf dostał się do niewoli. Ludwik IV darował mu jednak karę więzienia i w zamian za zakończenie działań wojennych oraz uspokojenie opozycji uczynił koregentem (1325). Od 1326 Fryderyk odsunął się od polityki w Rzeszy, pozostawił ster rządów cesarzowi. Do końca życia przebywał w swoich posiadłościach w Austrii.
Żoną Fryderyka III Pięknego była Izabela (po ślubie używała imienia Elżbieta), córka króla Aragonii Jakuba II Sprawiedliwego. Ich dzieckiem była Anna urodzona w 1318, która w 1320 lub 1321 została zaręczona z polskim królem Kazimierzem Wielkim.